# Strzelectwo na Olimpiadzie Letniej 1906 – karabin wojskowy, klęcząc lub stojąc, 200 m (Gras 1873–1874)
Karabin wojskowy, klęcząc lub stojąc, 200 m (Gras 1873-1874), był jedną z konkurencji strzeleckich rozgrywanych podczas Olimpiady Letniej 1906 w Atenach. Zawody odbyły się 24 kwietnia na strzelnicy w Kallithei, miejscowości położonej niedaleko Aten.
Startowało 31 strzelców z ośmiu reprezentacji. Zawodnicy mogli oddać 30 strzałów, za każdy z nich można było zdobyć 10 punktów. Maksymalna liczba punktów do zdobycia – 300. Wybór pozycji strzeleckiej był dowolny (można było strzelać klęcząc lub stojąc).

## Wyniki
| Miejsce | Zawodnik                    | Trafienia w tarczę | Wynik |
| ------- | --------------------------- | ------------------ | ----- |
| 1       | Léon Moreaux                | 30                 | 187   |
| 2       | Louis Richardet             | 29                 | 187   |
| 3       | Jean Reich                  | 28                 | 183   |
| 4       | John Møller                 | 28                 | 175   |
| 5       | Maurice Faure               | 29                 | 173   |
| 6       | Gerald Merlin               | 26                 | 169   |
| 7       | Sidney Merlin               | 28                 | 166   |
| 8       | Jeorjos Orfanidis           | 27                 | 165   |
| 9       | Frangiskos Mawromatis       | 28                 | 163   |
| 10      | Antonín Ehrenberger         | 26                 | 161   |
| 11      | Raoul de Boigne             | 28                 | 160   |
| 12      | Maurice Lecoq               | 29                 | 158   |
| 13      | Aleksandros Teofilakis      | 27                 | 158   |
| 14      | Gudbrand Skatteboe          | 27                 | 139   |
| 15      | Ludwig Ternajgo             | 28                 | 136   |
| 16      | Ole Holm                    | 24                 | 136   |
| 17      | Mattias Triandafilidis      | 26                 | 133   |
| 18      | Jakowos Teofilas            | 26                 | 129   |
| 19      | Albert Helgerud             | 24                 | 129   |
| 20      | László Szemere              | 25                 | 128   |
| 21      | Ole Tobias Olsen            | 24                 | 128   |
| 22      | Jean Fouconnier             | 24                 | 112   |
| 23      | Hermann Martin              | 22                 | 112   |
| 24      | Jeorjos Gaidanos            | 26                 | 111   |
| 25      | Panajotis Manginas          | 23                 | 108   |
| 26      | Julius Braathe              | 22                 | 98    |
| 27      | Dimitrios Petropulos        | 19                 | 92    |
| 28      | Marcel Meyer de Stadelhofen | 20                 | 84    |
| 29      | Asmund Enger                | 19                 | 80    |
| 30      | Dimitrios Spiliotopulos     | 17                 | 70    |
| 31      | Joanis Teofilakis           | 15                 | 68    |